# 聖母教会 (ドレスデン)

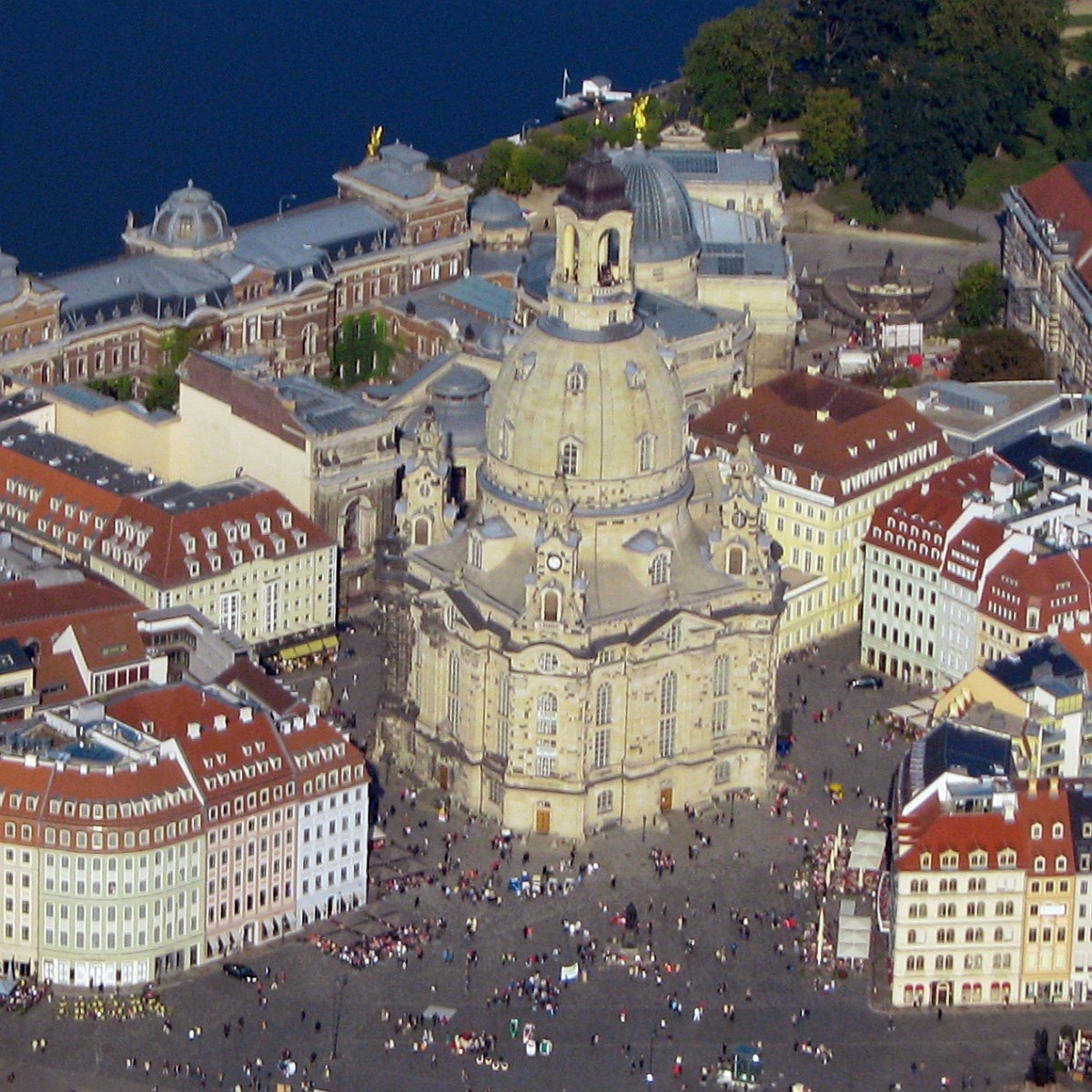
聖母教会の上空からの写真(2008年)

聖母教会（せいぼきょうかい、ドイツ語: Dresdner Frauenkirche）は、ドイツ東南部ザクセン州のドレスデンにある福音主義キリスト教会である。ドイツ福音主義教会を構成するザクセン福音ルター派州教会に属している。
教会の建物は第二次世界大戦中のドレスデン爆撃を乗り切ったものの、完全に焼損し、爆撃の翌日に崩壊した。しばらく放置されていたが、1985年に「かつての敵同士の和解を象徴する建築物」として再建が決定する。外部の復元は2004年に、屋内は2005年に完了し、教会は2005年10月30日からプロテスタントの感謝祭である10月31日の宗教改革記念日にかけて行われた祝賀式典により再び聖別された。
月に一度、ベルリンのセント・ジョージ英国国教会の牧師による晩祷が英語で執り行われる。

## 歴史

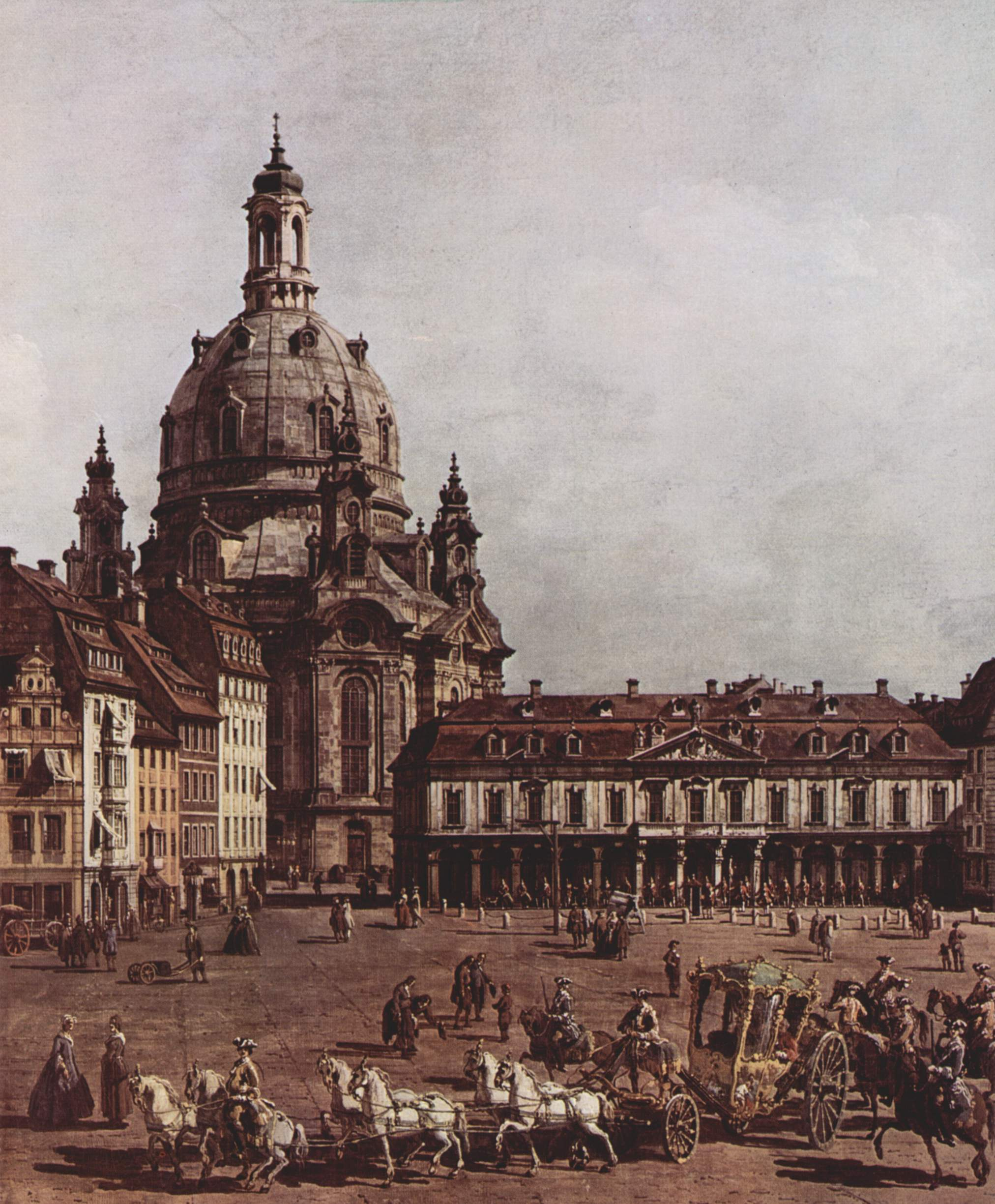
聖母教会と市場 (ベルナルド・ベッロット画)

聖母教会は、ザクセン選帝侯フリードリヒ・アウグスト1世がローマ・カトリック教会信徒だったにもかかわらず、福音主義教会(ルター派)の大聖堂として建築された。
最初のバロック様式の教会は1726年から1743年にかけてドレスデン市の大工長ゲオルク・ベーアの設計で建築されたが、彼は最高傑作の完成を見ることなくこの世を去った。ベーアは教会の祭壇、講壇、洗礼盤を全信徒の真正面に配置する独創的な設計をし、それによりルター派福音主義教会典礼の新しい精神を捉えた。
1736年、高名なオルガン製作者ゴットフリート・ジルバーマンが3段の手鍵盤と43のストップを備えるオルガンを製作した。オルガンは11月25日に奉納され、12月1日にヨハン・ゼバスティアン・バッハが独奏会を行った。

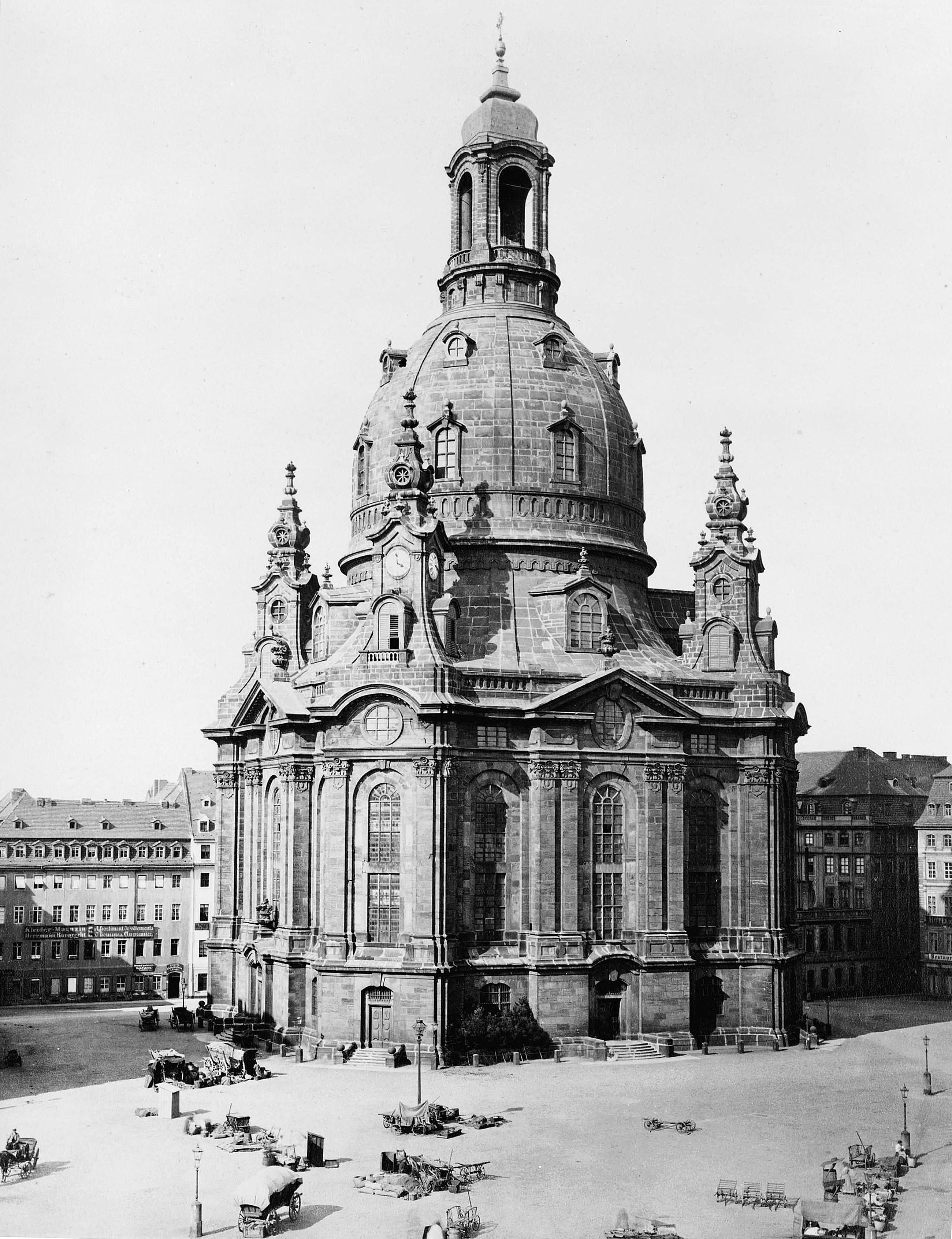
聖母教会（1880年）

教会は、高さが91.23m（再建後は91.24m）で、縦方向が50.02m、横方向が41.96mある。外観で最も特色があるのが型破りなドームで、底部の直径が26.15m、上部は約10mで、「石の釣鐘（die Steinerne Glocke）」と呼ばれた。
ミケランジェロのサン・ピエトロ大聖堂のそれに匹敵する技術的快挙である聖母教会の1,200トンの砂岩製のドームは、内部の支柱を伴わずに屹立していた。当初疑問視されていたにもかかわらず、このドームはきわめて安定していることを証明した。1760年にドームは七年戦争中フリードリヒ大王率いるプロイセン軍によって発射された100発以上の砲弾に被弾したことが確認された。砲弾を跳ね返し、教会は危機を切り抜けたのである。
完成した教会はドレスデンの町に特色あるシルエットを与え、（カナレットと同名であることで知られる甥の）ベルナルド・ベッロットによる有名な絵と、ノルウェーの画家ヨハン・クリスチャン・ダールの「月光のドレスデン」によってそれは捉えられた。
1849年には、教会は5月蜂起として知られる革命の争乱の中心となった。聖母教会はバリケードによって取り囲まれ、すでに逃げられない反乱分子が、教会内で一網打尽になり逮捕されるまで戦いは続いた。
200年以上もの間、ベルの形をしたドームは古都ドレスデン地平線を見下ろし、そびえ立っていた。
この教会の被葬者にはハインリヒ・シュッツとこの教会を設計したゲオルク・ベーアが含まれている。

## 破壊

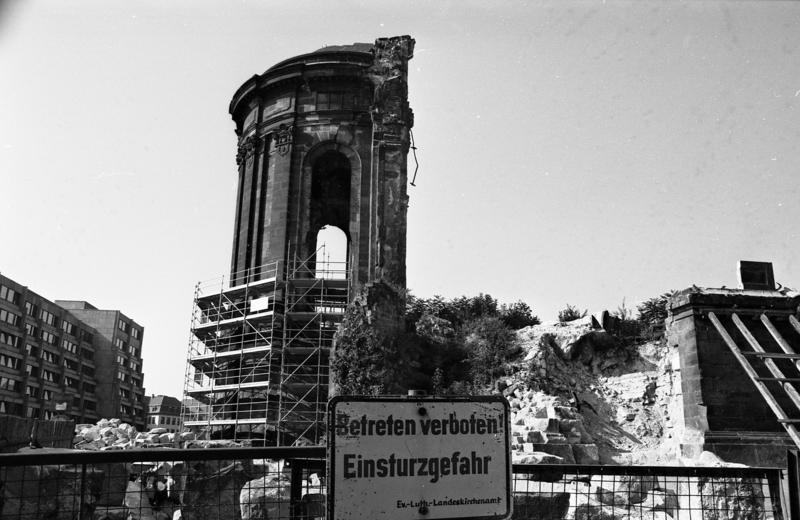
聖母教会の廃墟（1991年）、手前の標識は「崩落の恐れがあるため立ち入り禁止」

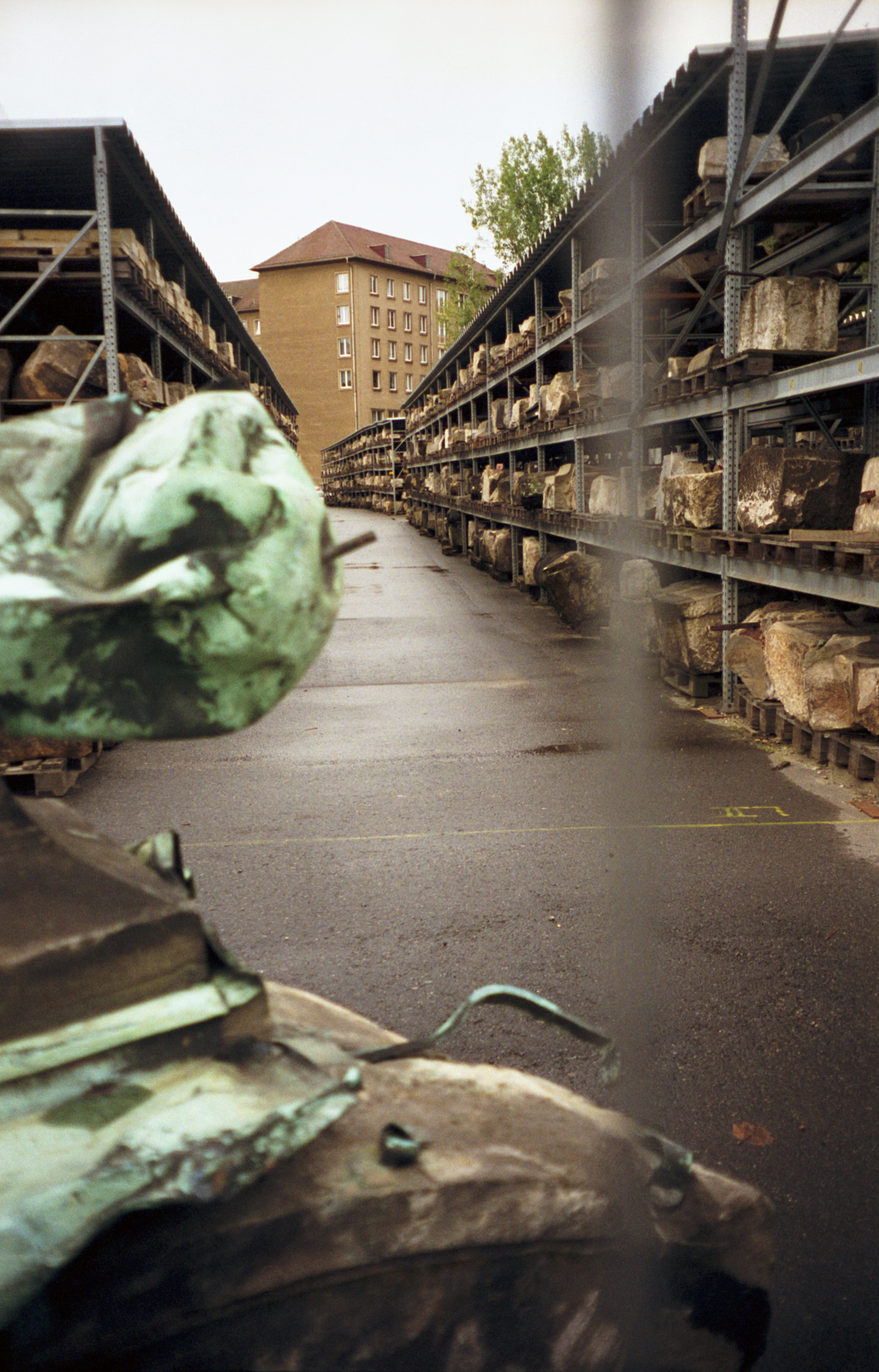
保管されている聖母教会の廃墟の石材（1999年9月）

1945年2月13日、英米同盟軍はドレスデン爆撃を開始した。聖母教会は二昼夜の攻撃に耐え、巨大なドームを内側から支える8本の砂岩製の柱は、都市に投下された約650,000の焼夷弾の熱に曝される中、教会の地下聖堂に避難場所を求めた300人の避難者が退避するまで持ちこたえた。教会の周囲と内部の温度は摂氏1000度に達したという。 2月15日午前10時、ドームはついに倒壊した。柱が真っ赤に輝き爆発し、外壁は粉々になった。6,000トン近い石材が崩れ落ちて堅牢な床を貫通し、床自体も陥没した。
祭壇と、オリーブ山にあるゲッセマネの園でのイエスの苦悩を描いたヨハン・クリスティアン・ファイゲ（de）によるレリーフは、爆撃と教会を破壊した火災の間、部分的な損害を被っただけだった。祭壇と内陣はそれぞれ壊れずに残った。特徴のほとんどを留めた彫刻の破片が瓦礫の下に埋もれた。
聖母教会はドレスデンの輪郭から消え、黒ずんだ石材は、こんにち東ドイツとして知られる共産主義政権の統治下で、45年間市の中心部に積まれたまま放置された。第二次世界大戦の終戦直後、ドレスデン在住者は教会の破片の石を回収し、将来の復元に用いるために番号を振った。またそうした再生に向けた市民の感情に配慮した当局は、駐車場を作るために廃墟を片付けるという考えを思い留まるのである。
1982年、廃墟は東ドイツの体制に対する平和裏な抗議行動と結びついた平和運動の場となり始めた。爆撃記念日には、花と蝋燭を持った400人のドレスデン市民が静かに廃墟へやってきたが、これは東ドイツにおいて高まりつつあった市民権運動の一部となった。1989年までにドレスデンやライプツィヒ、その他の地域の抗議運動者の数は何万人にもなり、東西ドイツを隔てるベルリンの壁は崩壊した。これによりドイツ再統一への道が開いたのである。

## 再建と資金調達の促進
教会を再建しようという意志は、第二次世界大戦が終わる最後の数か月の間すでに存在した。しかし東ドイツの政治的な事情により再建は遅れ、中断するに至った。聖母教会の瓦礫の山を含むドレスデン市の中心部は戦没者記念碑として保全されることになったが、これは1940年にドイツの爆撃により破壊され、イギリスの戦没者記念碑とされたコヴェントリー大聖堂（en）と対をなすものと位置づけられた。廃墟が劣化し続けたため、ドレスデン市はゼンパー・オーパーの復興がようやく完了した1985年、聖母教会をドレスデン城（de）の再建の後に建て直す決定をした。
ドイツ再統一後、活動は再燃した。1989年、ドレスデンの著名な音楽家ルードヴィヒ・ギュトラーをリーダーとする14人の熱心なグループは市民機構を結成した。このグループが1年後「聖母教会復元」となったが、これは積極的な個人の資金調達活動から始まった。この団体はドイツとその他の20カ国で会員が5,000人を越えるまでに成長した。ドイツで同系列の援助グループが結成され、国外でも宣伝活動を行う組織が3つ設立された。
再建計画は勢いを増した。何百人もの建築家や美術史家、そして技術者が新しい建築物に再利用するために、それぞれの破片を識別し、付票をつけ、数千もの石を分類した。彼ら以外のメンバーは資金を調達する仕事に従事した。
ドイツ生まれのアメリカ人ギュンター・ブローベルは少年のころ、難民となった彼の一家が、爆撃される数日前にドレスデンのすぐ外の町に避難した際、聖母教会のオリジナルを見ていた。1994年、彼はドレスデンの美観および建築遺産の再建と維持の援助を目的とするアメリカの非営利団体「フレンズ・オブ・ドレスデン」（Friends of Dresden, Inc.）を設立し、代表取締役に就任した。1999年、ブローベルはノーベル生理学・医学賞を受賞したが、獲得した100万米ドル近い賞金をドレスデンの修復へ、聖母教会の再建と新しいシナゴーグ建設のため会社に全額寄付した。これは再建計画へ寄せられた個人の寄付の最高額だった。
イギリスではケント公を王室の後援者とし、コヴェントリー総主教（en）を責任者とする「ドレスデン・トラスト」（Dresden Trust）が創設された。コヴェントリー大聖堂の名誉司祭でドレスデン・トラストの創設者ポール・オーストライカー博士は「聖母教会はドレスデンにおいて、ロンドンのセント・ポール大聖堂のような存在なのだ」と記した。数ある国外援助団体の中には、フランスの「パリ聖母教会会」（Association Frauenkirche Paris）やスイスの「スイス聖母教会友の会」（Verein Schweizer Freunde der Frauenkirche）が含まれた。
聖母教会再建の費用は1億8000万ユーロだった。ドレスデン銀行は「献金証明書キャンペーン」によってこれの半分以上の資金を調達し、1995年以降も7,000万ユーロ近くの募金を集めた。またドレスデン銀行は、100万ユーロ越える従業員の寄付を含む700万ユーロ以上を寄贈した。長年に渡って、聖母教会の小さな石の破片を封入した時計が何千個も販売されたが、それには特別な記章が印刷されていた。ある出資者は230万ユーロ近い金額を聖母教会の石の破片を記念品として販売することにより賄った。
資金は再建の施行主体であり、ザクセン州及びドレスデン市、ザクセン福音ルター派教会の支援を受ける「ドレスデン聖母教会基金」へ引き継がれた。

## 再建

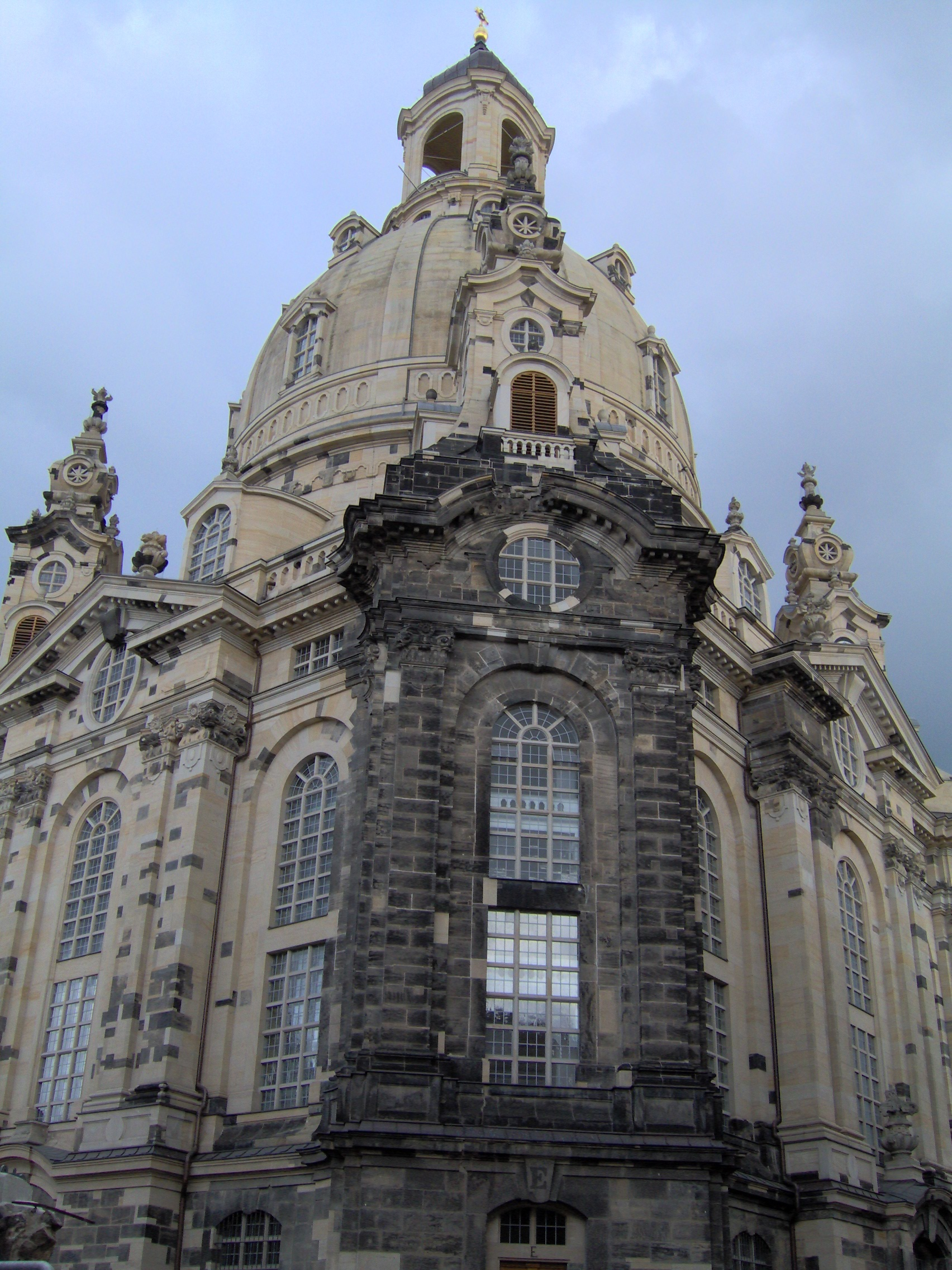
聖母教会の北側の様子。爆撃から残った最大の遺構を取り入れている部分である。（2006年）

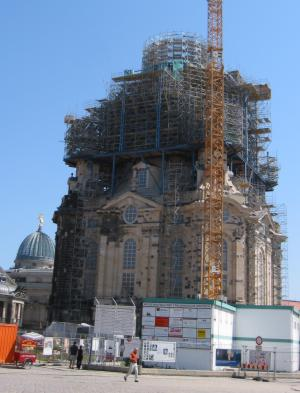
クーポラを建設中の聖母教会（2003年）

1993年1月、教会建築技術者エベルハルト・ビュルガー（de）の指揮の下、ゲオルク・ベーアが1720年代に用いた計画を使った再建がついに始まった。土台は1994年に築かれ、1996年に地下聖堂が、2000年にはクーポラ（fr）の内部が完成した。
ドームを除いて、教会は可能な限り現在の技術の助けを借りながらオリジナルに用いられた建材と設計に基づいて再建された。瓦礫の山は記録され、ひとつひとつ運び出された。それぞれの石が最初にあったおよその位置は、堆積物のどこにあったかで測定が可能だった。使用可能な破片は計測され目録に記録された。石を三次元的にモニター上でさまざまな配置で動かすことが出来るコンピューター画像化プログラムは、建築家がオリジナルの石がどこに置かれ、どのように組み合わせられていたかを見つけるのを支援するために使われた。
再建には何百万もの石が使われた。8,500を越えるオリジナルの石が教会から回収されたが、およそ3,800が再建時に利用された。火災によるダメージと風化のため、古い石はより暗い色の緑青に覆われており、再建の数年後には古い石と新しい石の違いがはっきりと現れてくることとなる。
オリジナルの祭壇の破片2,000個は、洗浄されて新しい祭壇の一部となった。
建築家たちは何千枚もの古い写真や、礼拝に参列していた人たちや教会当局の記憶、そしてぼろぼろの古い発注書を頼りにモルタルや塗装に用いられた顔料の品質を詳細に調べた。18世紀当時は屋内の彩色に大量の卵が用いられたが、主な目的は発光させるためであった。
入り口のオークのドアを複製するときには、建築家は扉の彫刻の細部について曖昧な記述しか得られていなかった。教会を訪れた人々、特に結婚式の参列者は教会のドアの外側でポーズを取ることがしばしばであったため、建築家たちは市民らに古い写真を提供するよう要請し、結婚式のアルバムなどが提供された。これにより当初のドアが再現された。
金めっきを施された新しいオーブと十字架は可能な限り18世紀の技術を用いてロンドンのグラント・マクドナルド（Grant Macdonald Silversmiths）で鍛造された。十字架はロンドン出身のイギリス人、金細工職人アラン・スミスによって制作されたが、彼の父フランクはドレスデン爆撃に参加した航空機搭乗員の一人であった 。十字架はドレスデンへ旅立つ前にコヴェントリー大聖堂、リヴァプール大聖堂、エジンバラのセント・ジャイルズ大聖堂、ロンドンのセント・ポール大聖堂を含むイギリス中の教会で5年間展示された。2000年2月、十字架はケント公によって正式に贈与され 、D-デイ記念60周年の数日後にあたる2004年6月22日にドームの上に取り付けられ、聖母教会の外装が完成した。
戦後初めて完成したドームと金色の十字架は、数世紀前のように優雅にドレスデンの空に輪郭を描いた。かつてドームの上にあり、今は焦げて捻れてしまった十字架は、新しい祭壇の右側に立てられている。
新しい7つの鐘が教会の為に鋳造され、2003年の聖霊降臨祭で初めて鳴らされた。

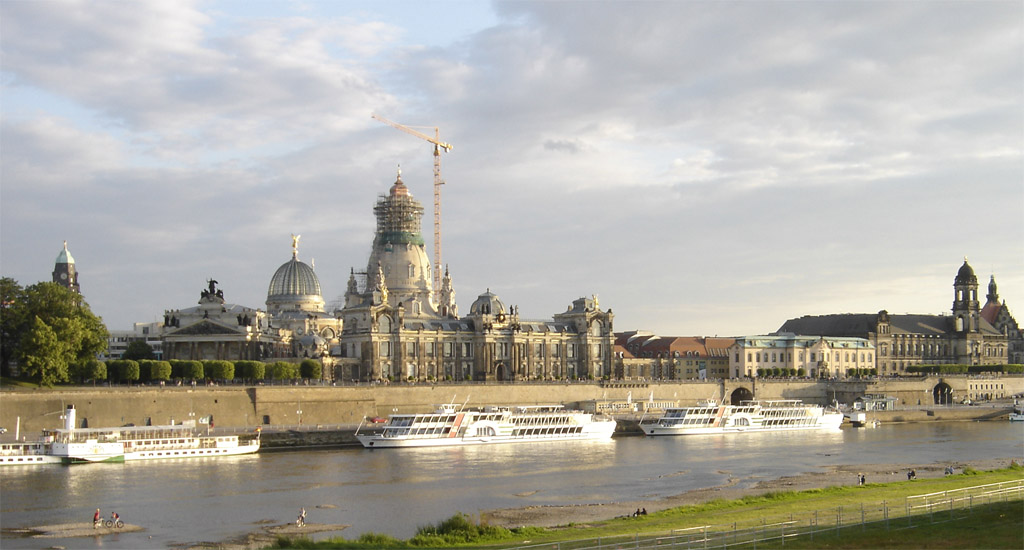
ほぼ完成した聖母教会。歴史的な建物の輪郭を描き、そびえ立っている。

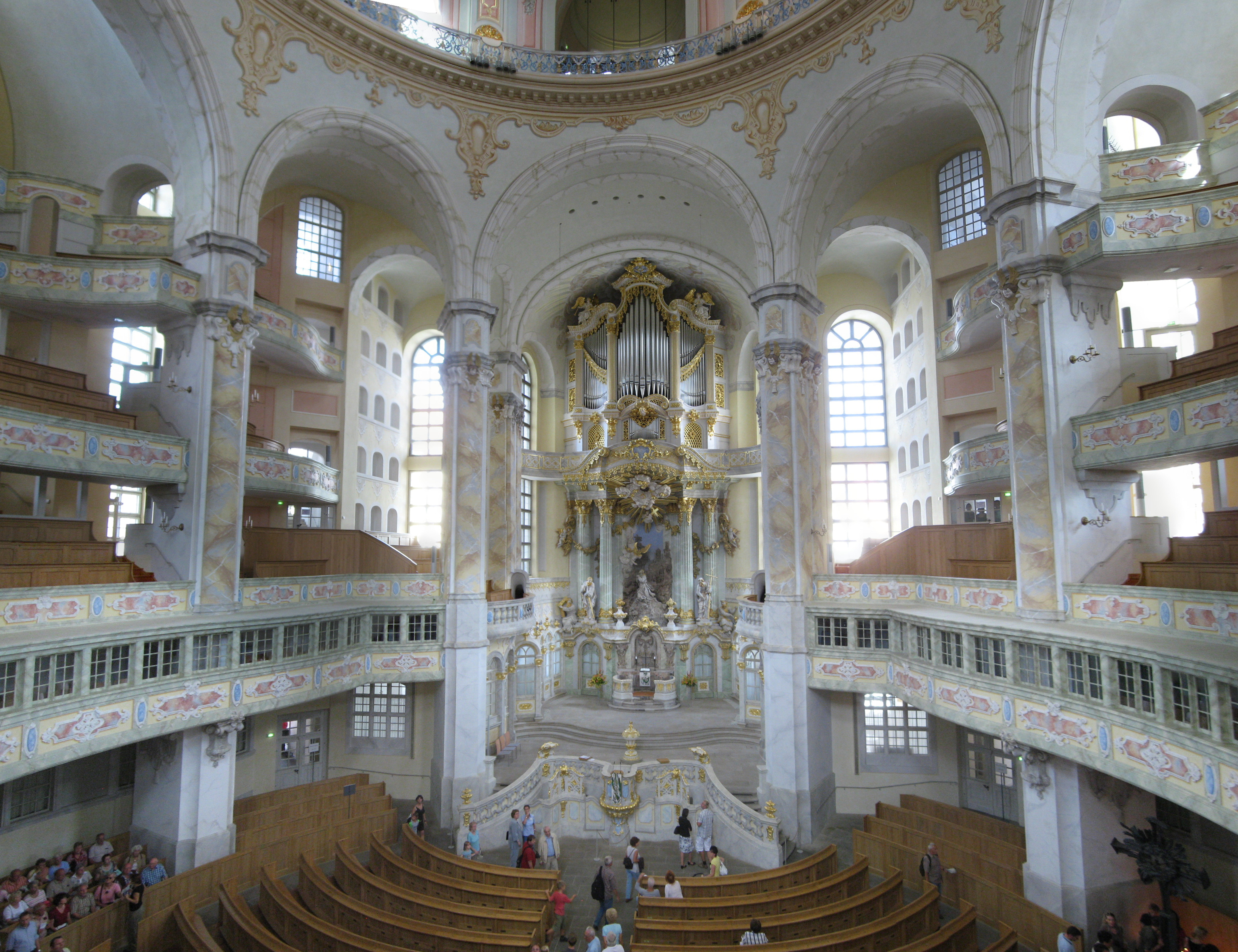
内陣

ジルバーマンのオルガンのレプリカは制作しないことに決定した。これは「ドレスデンオルガン論争（"Dresdner Orgelstreit"）」を引き起こす結果となったが、それは新しいオルガンがまったく「現代のもの」になるという誤解に基づいていた。パイプが4,873本あるオルガンがフランスのストラスブールでダニエル・ケルンによって制作され、2005年4月に完成した。ケルンのオルガンにはジルバーマンのオルガンの音栓一覧にあるストップ全てが装備され、それらを再現しようとしていた。またストップには追加されたもの含まれており、特に4番目のスウェル鍵盤は、バロック時代以後にオルガンのために書かれた19世紀の楽曲のスタイルに適したものであった。
爆撃を生き延びた、改革者で神学者のマルティン・ルターの銅像は修復され再び教会の正面に建てられたが、これは彫刻家アドルフ・フォン・ドンドルフ（en）
1885年の作品である。
世界的に有名な建築物を再建しようという努力の集約は2005年に完了したが、これは当初の計画より1年早く、また2006年のドレスデン市800周年に間に合うこととなった。聖母教会は宗教改革記念日の前日の祝祭と共に再び公開された。再建された聖母教会は人々にとって希望と和解の歴史を象徴する記念建造物である。
聖母教会では毎日の祈祷と日曜日に2回の礼拝が行われている。また、2005年10月から2010年までドレスデン市庁舎（de）内のドレスデン市立博物館（de）で聖母教会の歴史と再建について展示されている。

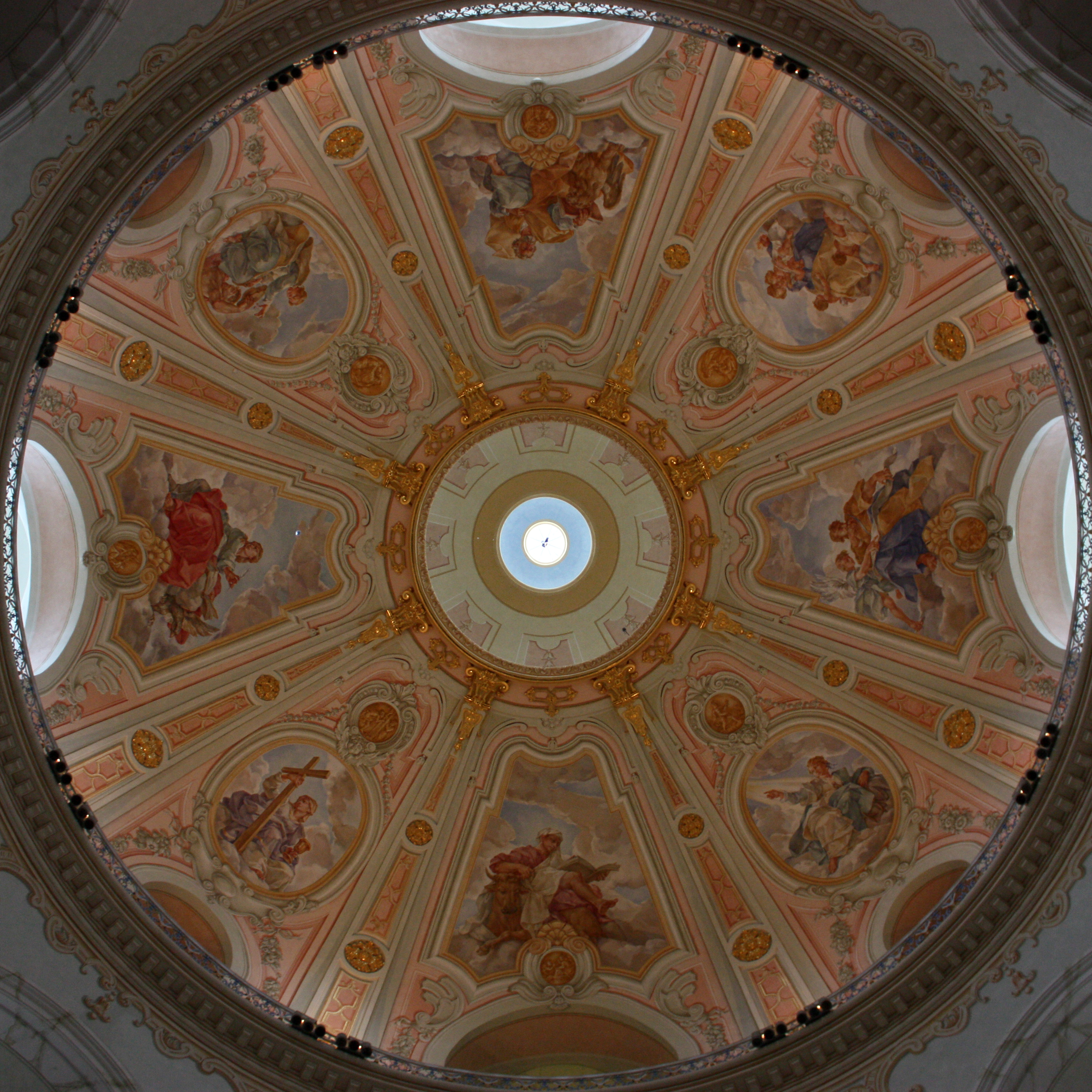
ドームの天井画

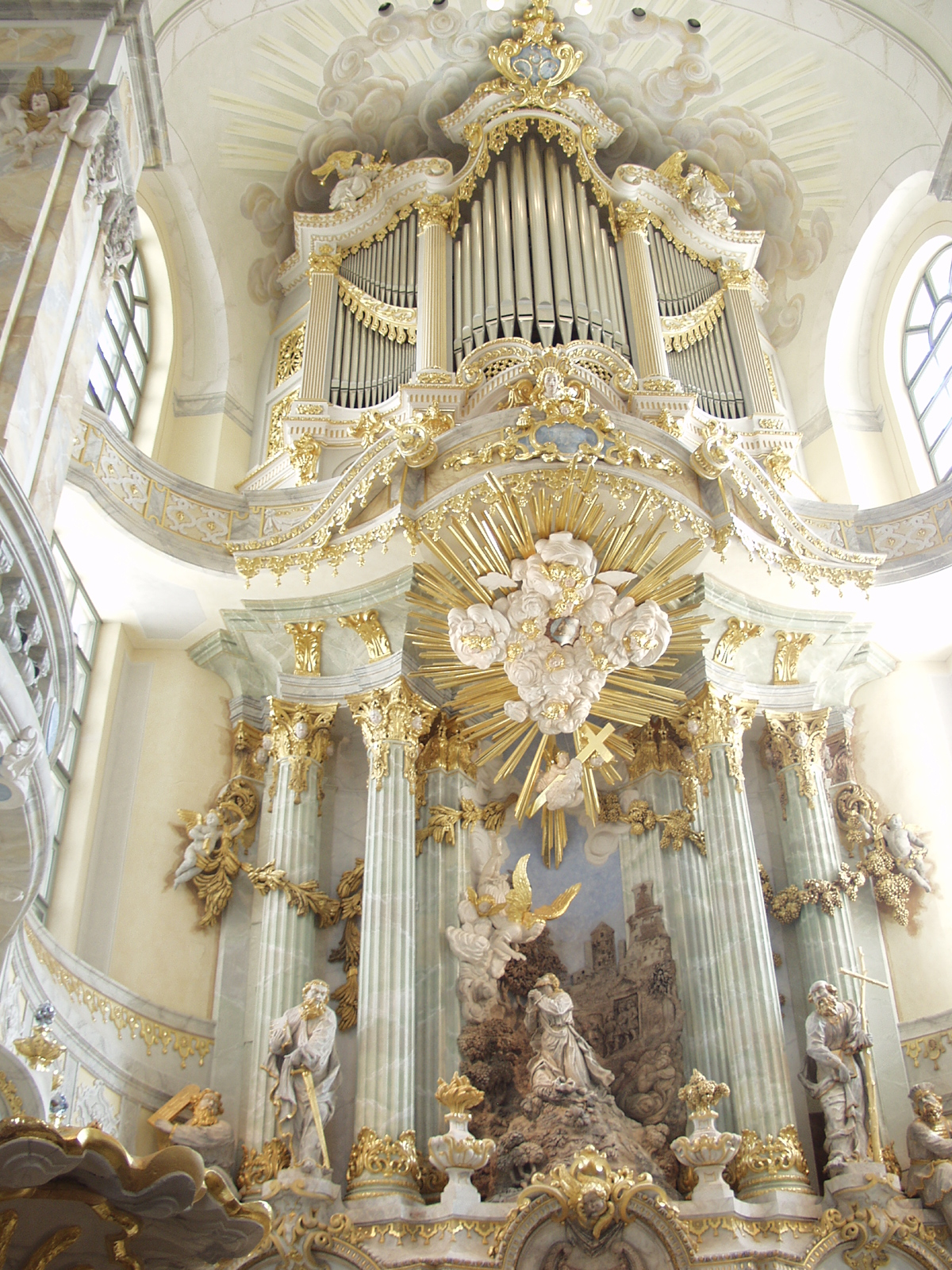
祭壇

## 公開以後
再建後の公開以降、聖母教会は大変人気のある観光地となった。公開後の最初の3年で700万人の人々が教会を訪れた。 再建はヨーロッパ中の他の再建計画に刺激を与え活性化させた。 教会ではキリスト教の礼拝も再び行えるようになった。2009年にはアメリカのオバマ大統領とドイツのメルケル首相がグリューネス・ゲヴェルベ（de）での会見の後、この教会を訪れた。

## 批判
聖母教会の再建に批判が無いわけではなかった。
古い建築物に使われていた炎で損傷した現物の石が再利用されたものの、それらの大部分はコンピュータープログラムの助けを借りて適宜配置された。これが聖母教会と、教会に込められた追悼の意に関する興味深い哲学的な疑問を喚起した。そしてこの教会が建築当時の方法ではなく、高度なコンピューターモデリングツールCATIAを代わりに使って再建されたことが、ついには古い建築物を実際に「再建する」ことは何を意味しているのかという疑問を引き起こした。